# Wa-7
Wa-7 — тральщик Імперського флоту Японії, який взяв участь у Другій світовій війні.
Корабель, який належав до допоміжних тральщиків типу Wa-1, спорудили у 1942 році на верфі компанії Ōsaka Iron Works.
З березня 1943-го Wa-7 належав до 31-го охоронного загону зі складу Третього Південного Експедиційного флоту, що відповідав за операції на Філіппінах.
24 вересня 1944-го корабель брав участь у відбитті повітряного нападу (в цей період американці завдавали потужних авіаударів по Філіппінах у межах підготовки до висадки на архіпелаг), при цьому під час бою був вбитий капітан корабля.
З березня 1945-го Wa-7 передали до Першого Південного Експедиційного флоту, що вів операції в Індокитаї та Малаї. 
На момент капітуляції Японії Wa-7 перебував у Сінгапурі. У 1946-му його передали Великій Британії.